# والتر نيل
والتر نيل (بالإنجليزية: Walter Neale)‏ هو مستكشف وسياسي أمريكي، ولد في 1617، وتوفي في 1639.